# Łaźnie Miejskie przy ul. Rzgowskiej w Łodzi

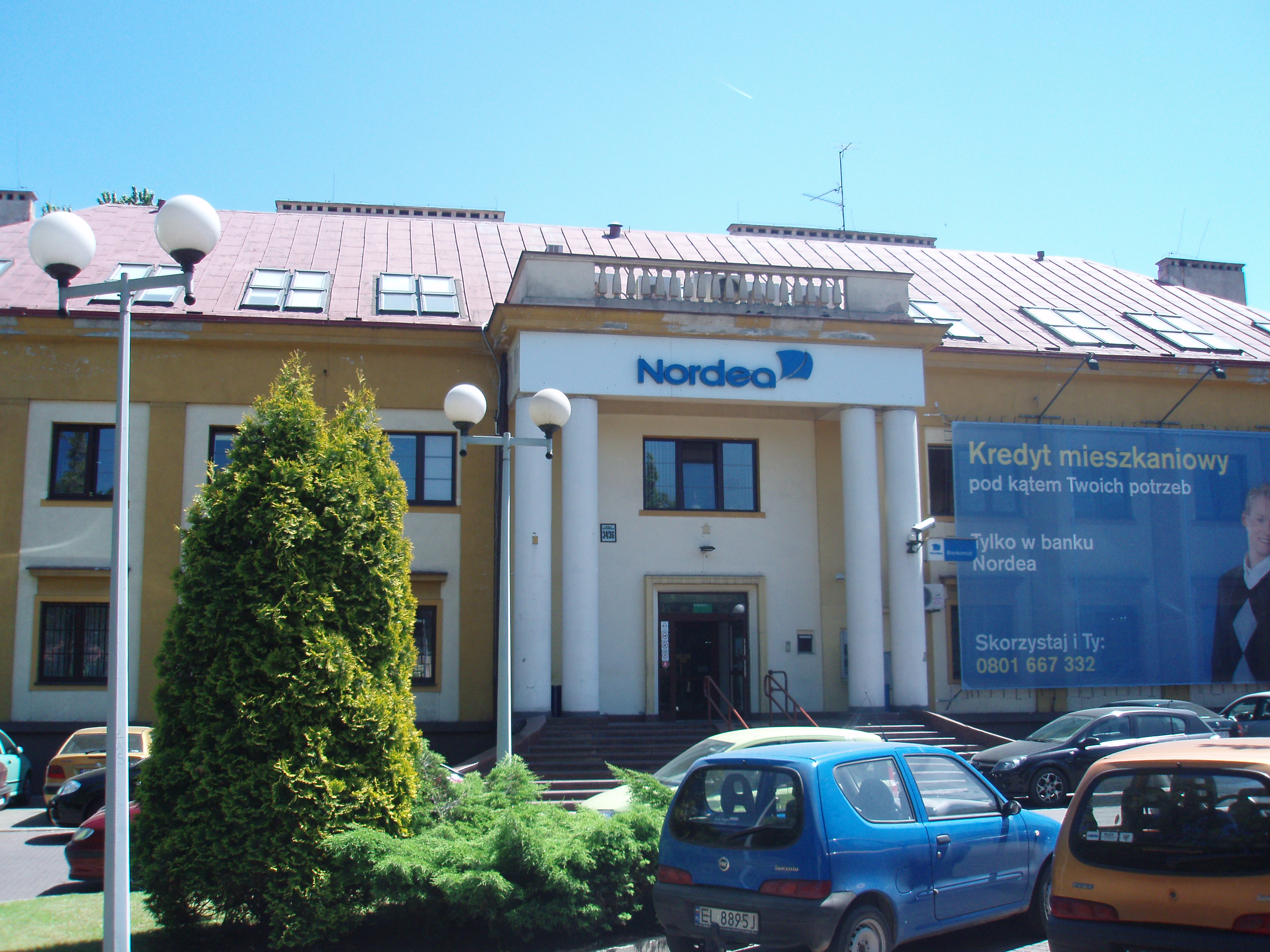
Widok na budynek od frontu

Łaźnie Miejskie Mewa położone są przy ulicy Rzgowskiej 34 w Łodzi w dzielnicy Górna, osiedlu administracyjnym Chojny. Front budynku usytuowany jest do ulicy Rzgowskiej natomiast za budynkiem położony jest park im. gen. Jarosława Dąbrowskiego.
Budynek został zaprojektowany w 1953 roku przez architekta A. Gałązkę, a oddany do użytku w 1955 roku. Jest to obiekt o bryle typu "pałacowego", o trzech kondygnacjach naziemnych. Głównym elementem dekoracyjnym fasady jest zaakcentowana za pomocą środkowego cokołu para kolumn i attyka. Jako łaźnia publiczna pozwalała zażyć mieszkańcom miasta odprężających kąpieli oraz skorzystać z łaźni parowej, bicza szkockiego, rowerków i wioseł. Wejście do zakładu kąpielowego było płatne, ale niektóre zakłady pracy zapewniały swoim pracownikom talony, uprawniające do skorzystania z łaźni.
Obecnie wykorzystywany jest przez łódzki oddział Centralnego Biura Antykorupcyjnego, wcześniej banki: Łódzkie Towarzystwo Kredytowe (późniejszy Petrobank), PKO BP, Nordea.
W pobliżu znajdują się:
- plac Niepodległości
- Zakłady Leonhardt, Woelker i Girbardt
- Fabryka braci Stolarow
- Wyższa Szkoła Informatyki
- Kościół pw. Matki Bożej Anielskiej
- Przychodnia Miejska przy ul. Leczniczej
- Park Miejski przy ul. Leczniczej